# Science in China G
Science in China G: Physics, mechanics & astronomy is een Chinees, aan collegiale toetsing onderworpen wetenschappelijk tijdschrift op het gebied van de natuurkunde.
De naam wordt in literatuurverwijzingen meestal afgekort tot Sci. China Phys. Mech.
Online toegang wordt verzorgd door Springer Science+Business Media.